# Notostaurus albicornis
Notostaurus albicornis är en insektsart som först beskrevs av Eduard Friedrich Eversmann 1848.  Notostaurus albicornis ingår i släktet Notostaurus och familjen gräshoppor.

## Underarter
Arten delas in i följande underarter:
- N. a. rubripes
- N. a. robustus
- N. a. turcmenus
- N. a. albicornis